# Laestadia pinifolia
Laestadia pinifolia là một loài thực vật có hoa trong họ Cúc. Loài này được Kunth ex Less. mô tả khoa học đầu tiên năm 1832.